# Emilio Gentile

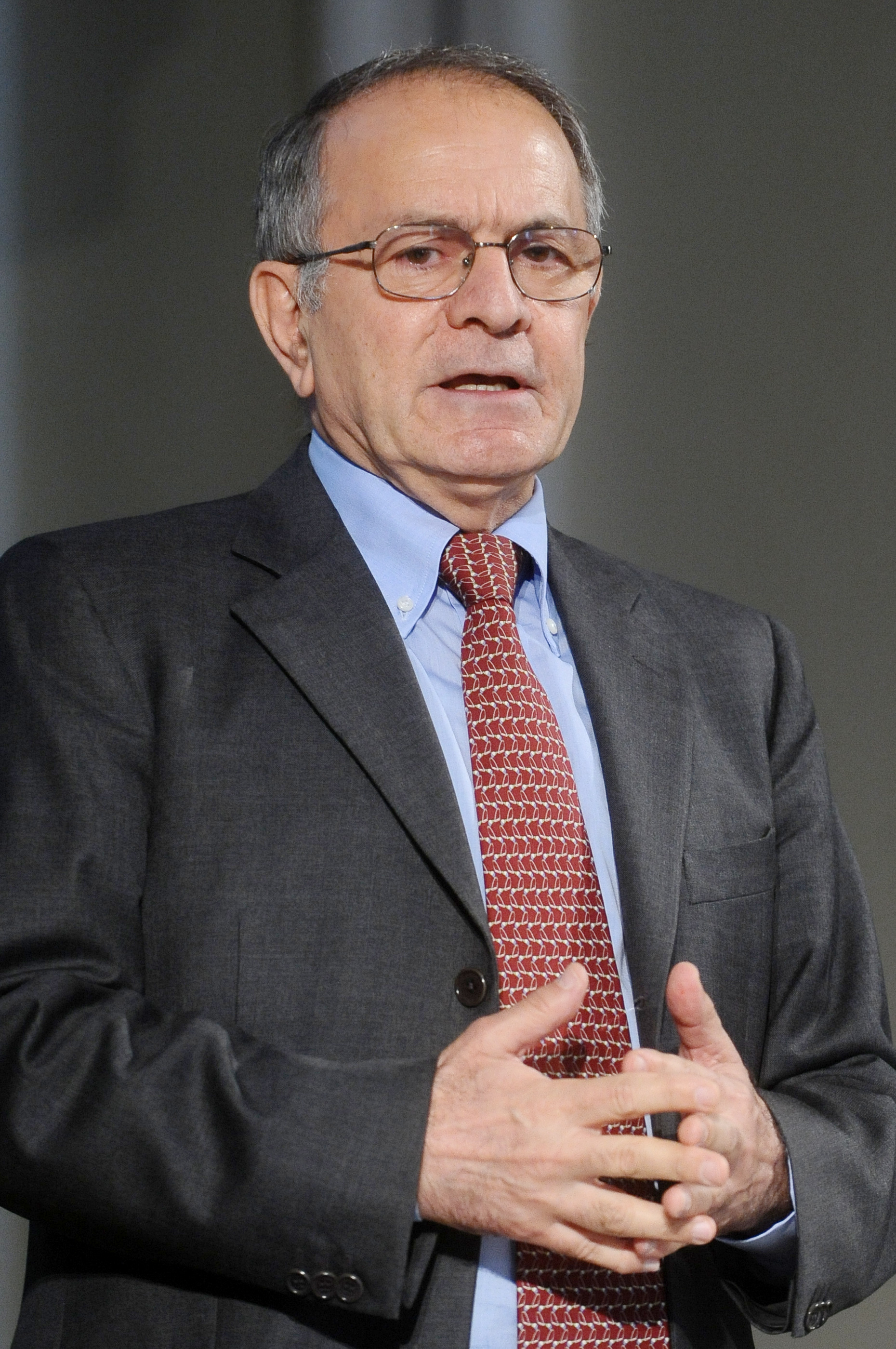
Emilio Gentile

Emilio Gentile, wiens voornaam ook geschreven wordt als Emile, (Bojano, 1946) is een Italiaanse historicus. Hij werkt aan de Università La Sapienza di Roma. Zijn leermeester was Renzo De Felice. Gentile heeft voornamelijk over het Italiaanse fascisme geschreven. Gentile is professor emeritus geschiedenis aan de Sapienza Universiteit te Rome. Hij beschouwt het fascisme als een vorm van politieke religie.
Zijn belangrijkste werken:
- Le origini dell'ideologia fascista (1918-1925) (Laterza, 1975; Il Mulino, Bologna 1996; 2001)
- Renzo De Felice. Lo storico e il personaggio (2003).
- Storia del partito fascista 1919-1922. Movimento e milizia (Laterza, 1989)
- Il fascismo in tre capitoli (2004)
- Le religioni della politica: Fra democrazie e totalitarismi (2001) (Engelse vertaling: Politics as religion)